# Макенроде (Округ Ајхсфелд)
Макенроде (њем. Mackenrode) општина је у њемачкој савезној држави Тирингија. Једно је од 89 општинских средишта округа Ајхсфелд. Према процјени из 2010. у општини је живјело 364 становника. Посједује регионалну шифру (AGS) 16061068.

## Географски и демографски подаци
Макенроде се налази у савезној држави Тирингија у округу Ајхсфелд. Општина се налази на надморској висини од 280 метара. Површина општине износи 3,8 km². У самом мјесту је, према процјени из 2010. године, живјело 364 становника. Просјечна густина становништва износи 96 становника/km².